# Floriceps saccatus
A Floriceps saccatus a galandférgek (Cestoda) osztályának a Trypanorhyncha rendjébe, ezen belül a Lacistorhynchidae családjába tartozó faj.

## Tudnivalók
A Floriceps saccatus tengeri galandféregfaj. A sötétcápa (Carcharhinus obscurus) egyik fő belső élősködője.